# David Gordon Green
David Gordon Green (Arkansas, 1975. április 9.–) amerikai filmrendező, forgatókönyvíró és producer.

## Élete és pályafutása
Az arkansasi Little Rock-ban született, és a texasi Richardson-ban nőtt fel. Anyja, Jean Ann a Lamaze nevű szülési technika oktatója volt, míg apja, Hubert Gordon Green Jr. dékán volt egy orvosi iskolában. Green a Richardson High Schoolban, a University of Texas at Austin-on és a University of North Carolina School of the Arts-on tanult. Jelenleg a dél-karolinai Charlestonban él.

## Filmográfia
| Év   | Magyar cím                         | Eredeti cím            | Feladatkör | Feladatkör | Feladatkör |
| Év   | Magyar cím                         | Eredeti cím            | Rendező    | Író        | Producer   |
| ---- | ---------------------------------- | ---------------------- | ---------- | ---------- | ---------- |
| 2000 | George Washington                  | George Washington      | Igen       | Igen       | Igen       |
| 2003 | Az "Igazi"                         | All the Real Girls     | Igen       | Igen       | Nem        |
| 2004 | Áramlat                            | Undertow               | Igen       | Igen       | Nem        |
| 2007 | Angyal a hóban                     | Snow Angels            | Igen       | Igen       | Nem        |
| 2008 | Ananász expressz                   | Pineapple Express      | Igen       | Nem        | Nem        |
| 2011 | Király!                            | Your Highness          | Igen       | Nem        | Nem        |
| 2011 | A bébisintér                       | The Sitter             | Igen       | Nem        | Nem        |
| 2013 | Prince Avalanche – Texas hercege   | Prince Avalanche       | Igen       | Igen       | Igen       |
| 2013 | Joe                                | Joe                    | Igen       | Nem        | Igen       |
| 2014 | Manglehorn – Az elveszett szerelem | Manglehorn             | Igen       | Nem        | Igen       |
| 2015 | A válságstáb                       | Our Brand Is Crisis    | Igen       | Nem        | Nem        |
| 2016 | Beavatás                           | Goat                   | Nem        | Igen       | Nem        |
| 2017 | Bostoni erő                        | Stronger               | Igen       | Nem        | Nem        |
| 2018 | Halloween                          | Halloween              | Igen       | Igen       | Vezető     |
| 2021 | Gyilkos Halloween                  | Halloween Kills        | Igen       | Igen       | Vezető     |
| 2022 | A Halloween véget ér               | Halloween Ends         | Igen       | Igen       | Vezető     |
| 2023 | Az ördögűző: A hívő                | The Exorcist: Believer | Igen       | Igen       | Vezető     |
| 2024 | Diótörők                           | Nutcrackers            | Igen       | Nem        | Vezető     |

### Producerként
- The Comedy (2012)
- Szolgálatkészség (2012)
- Nature Calls (2012)
- Hova tovább (2012)
- Camp X-Ray (2014)
- Land Ho! (2014)
- Booger Red]' (2015)
- When Elephants Fight (2015)
- Donald Cried (2016)
- Felnőtt játékok (2017)
- Dayveon (2017)
- An Evening with Beverly Luff Linn (2018)
- The Legacy of a Whitetail Deer Hunter (2018)
- Fegyverek és emberek (2007)
- Great World of Sound (2007)
- The Catechism Cataclysm (2011)
- Hot Sugar's Cold World (2015)

### Rövidfilmek
| Év   | Eredeti cím      | Feladatkör | Feladatkör      |
| Év   | Eredeti cím      | Rendező    | Forgatókönyvíró |
| ---- | ---------------- | ---------- | --------------- |
| 1997 | Pleasant Grove   | Igen       | Igen            |
| 1998 | Physical Pinball | Igen       | Igen            |

### Televízió
| Év        | Magyar cím                         | Eredeti cím                    | Feladatkör | Feladatkör      | Megjegyzések        |
| Év        | Magyar cím                         | Eredeti cím                    | Rendező    | Vezető producer | Megjegyzések        |
| --------- | ---------------------------------- | ------------------------------ | ---------- | --------------- | ------------------- |
| 2009–2013 | Egyszer fent, ...inkább lent       | Eastbound & Down               | Igen       | Igen            | rendező (12 epizód) |
| 2011      |                                    | Good Vibes                     | Nem        | Igen            | társalkotó          |
| 2014      |                                    | Chozen                         | Nem        | Igen            |                     |
| 2014–2017 |                                    | Red Oaks                       | Igen       | Igen            | rendező (6 epizód)  |
| 2016–2017 | Kib*zgatóhelyettesek               | Vice Principals                | Igen       | Igen            | rendező (8 epizód)  |
| 2017      |                                    | There's... Johnny!             | Igen       | Igen            | rendező (2 epizód)  |
| 2019      | Az erényes Gemstone-ék             | The Righteous Gemstones        | Igen       | Igen            | rendező (5 epizód)  |
| 2019      |                                    | Dickinson                      | Igen       | Igen            | rendező (2 epizód)  |
| 2020      |                                    | Mythic Quest: Raven's Banquet  | Igen       | Igen            | rendező (3 epizód)  |
| 2021      | Egyetemista lányok szexuális élete | The Sex Lives of College Girls | Igen       | Igen            | rendező (1 epizód)  |
| 2023      | Telemarketingesek                  | Telemarketers                  | Nem        | Igen            |                     |